# Vai passar mal
Vai passar mal è il primo album in studio del cantante e drag queen brasiliano Pabllo Vittar, pubblicato nel 2017.

## Tracce
1. Nêga – 2:54
2. K.O. – 2:35
3. Irregular – 3:55
4. Corpo sensual (featuring Mateus Carrilho) – 2:50
5. Tara – 3:01
6. Todo Dia (featuring Rico Dalasam) – 2:24
7. Então Vai (featuring Diplo) – 2:48
8. Ele é o Tal (featuring Rodrigo Gorky, Laura Taylor and Lia Clark) – 2:50
9. Pode Apontar – 2:53
10. Indestrutível – 3:27

Tracce Bonus iTunes
1. Pronto Pra Te Amar – 3:01